# Remanea plumosa
Remanea plumosa is een eenoogkreeftjessoort uit de familie van de Paramesochridae. De wetenschappelijke naam van de soort is voor het eerst geldig gepubliceerd in 1942 door Robert William Pennak.
De soort werd gevonden in de getijdenzone van het strand van North Cape Cod en Falmouth (Massachusetts) in Cape Cod (Massachusetts), net boven de laagwaterlijn.
Het is de tweede soort die werd beschreven in het geslacht Remanea, na R. arenicola die werd gevonden in Kiel (Duitsland). Nadien is nog R. naksanensis beschreven uit Zuid-Korea.